# Morinda retusa
Morinda retusa là một loài thực vật có hoa trong họ Thiến thảo. Loài này được Poir. mô tả khoa học đầu tiên năm 1797.